# Final Fantasy: The 4 Heroes of Light
Final Fantasy: The 4 Heroes of Light (光の4戦士 ファイナルファンタジー外伝, Hikari no Yon Senshi Fainaru Fantajī Gaidenest) un jeu vidéo de rôle développé par Matrix Software et édité par Square Enix. Il est disponible depuis octobre 2009 au Japon et octobre 2010 aux États-Unis et en Europe.
Le jeu adopte un style rétro des années phares du RPG japonais tout en incorporant des graphismes entièrement en 3D. Il ne bénéficie pas, cependant, d'une traduction en français.

## Système de jeu
Les ennemis sont rencontrés au hasard, et le système de combat au tour par tour rappelle les jeux Final Fantasy publiés pour la Famicom, mais utilise une commande "Boost" au lieu des points magiques traditionnels. Le jeu propose un système d'emploi similaire appelé «système de couronne» qui permet aux joueurs de choisir les capacités qu'ils veulent en fonction du casque que porte leur personnage. Les couronnes, armes et armures peuvent être améliorées en leur ajoutant des bijoux. Quatre joueurs peuvent jouer ensemble dans un mode coopératif multijoueur pour combattre des ennemis. Après chaque bataille, les joueurs reçoivent des points de bataille. Si un joueur atteint un certain nombre de points de bataille, il pourra les échanger contre un prix.